# Идеальная точка

Три идеальных треугольника в конформно-евклидовой модели, вершины являются идеальными точками

Несобственная точка, идеальная точка,  омега-точка  или бесконечно удалённая точка — это вполне определённая точка вне гиперболической плоскости или пространства.
Если дана прямая l и точка P вне l, то проходящие через P прямые, справа и слева параллельные в пределе к прямой l, сходятся к l в идеальных точках.
В отличие от проективного случая, идеальные точки образуют границу, а не подмногообразие. Таким образом, эти прямые не пересекаются в идеальной точке, и такие точки, хотя они вполне определены, не принадлежат самому гиперболическому пространству.
Идеальные точки вместе образуют абсолют Кэли или границу гиперболической геометрии. 
Например, единичная окружность образует абсолют Кэли дисковой модели Пуанкаре и дисковой модели Клейна.
В это же время вещественная прямая образует абсолют Кэли модели полуплоскости.
Аксиома Паша и теорема о внешнем угле треугольника выполняются для омега-треугольника, который определяется двумя точками гиперболического пространства и омега-точкой.

## Свойства
- Гиперболическое расстояние между идеальными точками и любой другой точкой или другой точкой равно бесконечности.
- Центры орициклов и орисфер являются идеальными точками. Два орицикла  концентричны, когда они имеют один и тот же центр.

## Многоугольники с идеальными вершинами

### Идеальные треугольники
Если все вершины треугольника являются идеальными точками, треугольник является идеальным треугольником.
Идеальные треугольники имеют несколько интересных свойств:
- Все идеальные треугольники конгруэнтны.
- Внутренние углы идеального треугольника все равны нулю.
- Любой идеальный треугольник имеет бесконечный периметр.
- Любой идеальный треугольник имеет площадь {\displaystyle \pi /-K}, где K равно (отрицательной) кривизне плоскости[4].

### Идеальные четырёхугольники
Если все вершины четырёхугольника являются идеальными точками, четырёхугольник является идеальным четырёхугольником.
В то время как все идеальные треугольники конгруэнтны, не все четырёхугольники конгруэнтны, диагонали могут пересекаться под разными углами, что приводит к неконгруэнтности четырёхугольников, при этом:
- Внутренние углы идеального четырёхугольника все равны нулю.
- Любой идеальный четырёхугольник имеет бесконечный периметр.
- Любой идеальный (выпуклый без пересечений) четырёхугольник имеет площадь {\displaystyle 2\pi /-K}, где K равно (отрицательной) кривизне плоскости.

### Идеальный квадрат
Идеальный четырёхугольник, у которого две диагонали перпендикулярны образует идеальный квадрат.
Идеальный квадрат использовал Фердинанд Карл Швейкарт в его меморандуме, в которой он упоминает «астральную геометрию». Это была одна из первых публикаций, допускающих возможность гиперболической геометрии.

### Идеальныеn-угольники
Как n-угольники могут быть разделены на (n − 2) идеальных треугольников, и  площадь многоугольника будет равна  площади идеального треугольника, умноженной на (n − 2).

## Представления в моделях гиперболической геометрии
В дисковой модели Кляйна и дисковой модели Пуанкаре гиперболической плоскости идеальными точками являются единичные окружности (для гиперболической плоскости)  или единичная сфера (для пространств большей размерности), которые являются недостижимой границей гиперболического пространства. 
Одна и та же гиперболическая прямая в дисковой модели Кляйна и дисковой модели Пуанкаре будет проходить через те же две идеальные точки.

### Дисковая модель Клейна
Если даны две различные точки p и q в открытом единичном диске, единственная прямая, соединяющая их, пересекает единичную окружность в двух идеальных точках, a и b (предполагается, что точки идут в порядке a, p, q, b), так что |aq| > |ap| и |pb| > |qb|. Тогда гиперболическое расстояние между p и q выражается формулой
{\displaystyle d(p,q)={\frac {1}{2}}\log {\frac {\left|qa\right|\left|bp\right|}{\left|pa\right|\left|bq\right|}},}

### Дисковая модель Пуанкаре
Если заданы две различные точки p и q в открытом единичном диске, то единственная дуга окружности, ортогональная границе и соединяющая точки, пересекает единичную окружность в двух идеальных точках, a и b (предполагается, что точки идут в порядке a, p, q, b), так что |aq| > |ap| и |pb| > |qb|. Тогда гиперболическое расстояние между p и q выражается формулой
{\displaystyle d(p,q)=\log {\frac {\left|qa\right|\left|bp\right|}{\left|pa\right|\left|bq\right|}},}
Здесь расстояние измеряется вдоль (прямых) отрезков aq, ap, pb и qb.

### Модель полуплоскости Пуанкаре
В модели полуплоскости идеальные точки — это точки на граничной оси. Существует также другая идеальная точка, которая не принадлежит модели полуплоскости (но лучи, параллельные положительной полуоси y, приближаются к ней).

### Гиперболическая модель
В гиперболоидной модели нет никаких несобственных точек.